# Panovîci, Pidhaiți
Panovîci (în ucraineană Пановичі) este un sat în comuna Hnîlce din raionul Pidhaiți, regiunea Ternopil, Ucraina.

## Demografie
Componența lingvistică a localității Panovîci
     Ucraineană (100%)
Conform recensământului din 2001, toată populația localității Panovîci era vorbitoare de ucraineană (100%).